# Premios People's Choice 2010
Los premios People's Choice Awards 2010 se entregaron el 6 de enero en el Teatro Kodak de Los Ángeles. La anfitriona fue Queen Latifah y contó con actuaciones de Lady Gaga, Mary J. Blige y Mariah Carey.

## Cine
- Actor favorito de cine
  - Brad Pitt
  - Hugh Jackman
  - Johnny Depp - Ganador
  - Robert Pattinson
  - Ryan Reynolds

- Actriz favorita de cine
  - Anne Hathaway
  - Drew Barrymore
  - Jennifer Aniston
  - Kristen Stewart
  - Sandra Bullock - Ganadora

- Estrella de acción favorita
  - Christian Bale
  - Gerard Butler
  - Hugh Jackman - Ganador
  - Shia LaBeouf
  - Vin Diesel

- Estrella de comedia favorita
  - Adam Sandler
  - Ben Stiller
  - Jim Carrey - Ganador
  - Ryan Reynolds
  - Vince Vaughn

- Actriz revelación favorita
  - Anna Kendrick
  - Emily Osment
  - Ginnifer Goodwin
  - Miley Cyrus - Ganadora
  - Zoe Saldaña

- Actor revelación favorito
  - Chris Pine
  - Joseph Gordon-Levitt
  - Sam Worthington
  - Taylor Lautner - Ganador
  - Zachary Quinto

- Equipo de cine favorito
  - Harry Potter y el misterio del príncipe - Daniel Radcliffe, Rupert Grint & Emma Watson
  - The Proposal - Sandra Bullock & Ryan Reynolds
  - La Saga Crepúsculo - Robert Pattinson, Kristen Stewart & Taylor Lautner- Ganadores
  - Transformers: la venganza de los caídos - Shia LaBeouf & Megan Fox
  - X-Men Origins: Wolverine - Hugh Jackman, Liev Schreiber, Ryan Reynolds, Will.I.Am, Dominic Monaghan & Daniel Henney

- Película familiar favorita (Votación a través del teléfono móvil)
  - Hannah Montana: la película - Ganadora
  - Ice Age: Dawn of the Dinosaurs
  - Night at the Museum: Battle of the Smithsonian
  - Up
  - Donde viven los monstruos

- Película independiente favorita
  - (500) Days of Summer
  - District 9
  - Inglourious Basterds - Ganadora
  - Paranormal Activity
  - Tyler Perry's Madea Goes to Jail

- Franquicia favorita (Votación a través del teléfono móvil)
  - Harry Potter
  - Hannah Montana
  - La saga Crepúsculo - Ganadora
  - Transformers
  - X-Men

- Película de comedia favorita
  - 17 otra vez
  - Guerra de novias
  - He's Just Not That Into You
  - The Hangover
  - The Proposal - Ganadora

- Película favorita
  - Harry Potter y el misterio del príncipe
  - Star Trek
  - The Hangover
  - The Proposal
  - Crepúsculo - Ganadora

## Televisión
- Serie dramática favorita
  - CSI: Crime Scene Investigation
  - Anatomía de Grey
  - House - Ganadora
  - Perdidos
  - NCIS

- Serie de comedia favorita
  - Mujeres Desesperadas
  - How I Met Your Mother
  - The Big Bang Theory - Ganadora
  - The Office
  - Dos hombres y medio

- Actor dramático favorito
  - Hugh Laurie - Ganador
  - Kiefer Sutherland
  - Mark Harmon
  - Matthew Fox
  - Patrick Dempsey

- Actriz dramática favorita
  - Anna Paquin
  - Blake Lively
  - Jennifer Love Hewitt
  - Katherine Heigl - Ganadora
  - Mariska Hargitay

- Actor cómico favorito
  - Alec Baldwin
  - Charlie Sheen
  - Jim Parsons
  - Neil Patrick Harris
  - Steve Carell  - Ganador

- Actriz cómica favorita
  - Alyson Hannigan - Ganadora
  - America Ferrera
  - Amy Poehler
  - Eva Longoria Parker
  - Tina Fey

- Obsesión televisiva favorita
  - Dexter
  - Gossip Girl
  - The Hills
  - The Secret Life of the American Teenager
  - True Blood  - Ganadora

- Talk show favorito (Votación a través del teléfono móvil)
  - Chelsea Lately
  - Live with Regis & Kelly
  - The Ellen DeGeneres Show- Ganadora
  - The Oprah Winfrey Show
  - The Tyra Banks Show

- Serie de ciencia ficción/fantasía favorita(Votación a través del teléfono móvil)
  - Héroes
  - Perdidos
  - Supernatural - Ganadora
  - The Vampire Diaries
  - True Blood

- Programa de competición favorito
  - American Idol - Ganadora
  - Dancing with the Stars
  - Project Runway
  - So You Think You Can Dance
  - Survivor: Samoa

- Programa de animales favorito
  - Animal Cops
  - Dog Town
  - Dog Whisperer - Ganador
  - It's Me or the Dog
  - Rescue Ink Unleashed

- Nueva serie dramática favorita
  - Eastwick
  - FlashForward
  - Melrose Place
  - Mercy
  - The Forgotten
  - The Good Wife
  - The Vampire Diaries - Ganadora
  - Three Rivers
  - NCIS: Los Angeles
  - V

- Nueva serie cómica favorita
  - Accidentally on Purpose
  - Brothers
  - Community
  - Cougar Town
  - Glee - Ganadora
  - Hank
  - The Cleveland Show
  - The Middle
  - Modern Family

## Música
- Artista masculino favorito
  - Eminem
  - Jason Mraz
  - John Mayer
  - Keith Urban - Ganador
  - Tim McGraw

- Artista femenina favorita
  - Beyonce
  - Britney Spears
  - Carrie Underwood
  - P!nk
  - Taylor Swift  - Ganadora

- Artista de country favorito
  - Brad Paisley
  - Carrie Underwood - Ganadora
  - Keith Urban
  - Rascal Flatts
  - Taylor Swift

- Artista revelación favorito
  - Adam Lambert
  - Demi Lovato
  - Kris Allen
  - Lady Gaga - Ganadora
  - Susan Boyle

- Artista de hip hop favorito (Votación a través del teléfono móvil)
  - Eminem - Ganador
  - Flo Rida
  - Jay-Z
  - Lil' Wayne
  - T.I.

- Banda de rock favorita
  - Daughtry
  - Green Day
  - Kings of Leon
  - Muse
  - Paramore - Ganadores

- Colaboración musical favorita
  - Good Girls Go Bad - Cobra Starship & Leighton Meester
  - Lucky - Jason Mraz & Colbie Caillat
  - Run This Town - Jay-Z, Rihanna & Kanye West - Ganadores
  - Life Your Live - T.I. & Rihanna
  - I'm On a Boat - The Lonely Island & T-Pain

- Artista R&B favorito
  - Alicia Keys
  - Beyonce
  - Jennifer Hudson
  - Mariah Carey - Ganadora
  - Usher

- Artista pop favorito
  - Britney Spears
  - Katy Perry
  - Lady Gaga - Ganadora
  - Taylor Swift
  - The Black Eyed Peas

## Otros
- Favorite web celebs
  - Andy Samberg
  - Ashton Kutcher - Ganador
  - Miley Cyrus
  - P. Diddy
  - Will Ferrell